# 纳西尼
纳西尼（法語：Nassigny，法語發音：[nasiɲi]）是法国阿列省的一个市镇，位于该省西部，属于蒙吕松区。

## 地理
纳西尼（46°29'35"N, 2°36'7"E）面积18.32 平方千米，位于法国奥弗涅-罗讷-阿尔卑斯大区阿列省，该省份为法国中部省份，北起涅夫勒省、西北接谢尔省，西南至克勒兹省，南至多姆山省，东南临卢瓦尔省，东临索恩-卢瓦尔省。
与纳西尼接壤的市镇（或旧市镇、城区）包括：欧德、沙兹迈、勒尼、瓦隆昂叙利、上博卡日。

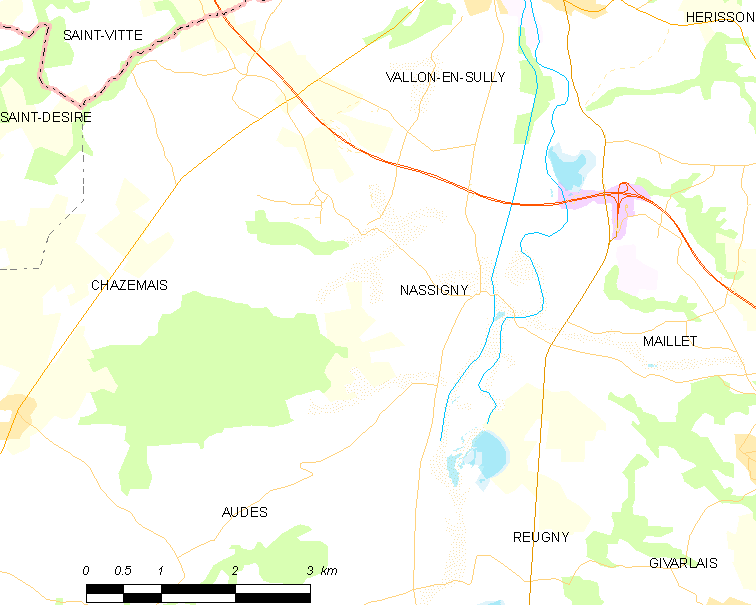
纳西尼的OSM定位图

纳西尼的时区为UTC+01:00、UTC+02:00（夏令时）。

## 行政
纳西尼的邮政编码为03190，INSEE市镇编码为03193。

## 政治
纳西尼所属的省级选区为于列勒县。

## 人口

1962-2008年间纳西尼人口变化图示

纳西尼于2022年1月1日时的人口数量为195人。